# Badminton nos Jogos Olímpicos de Verão de 2012 - Simples masculino

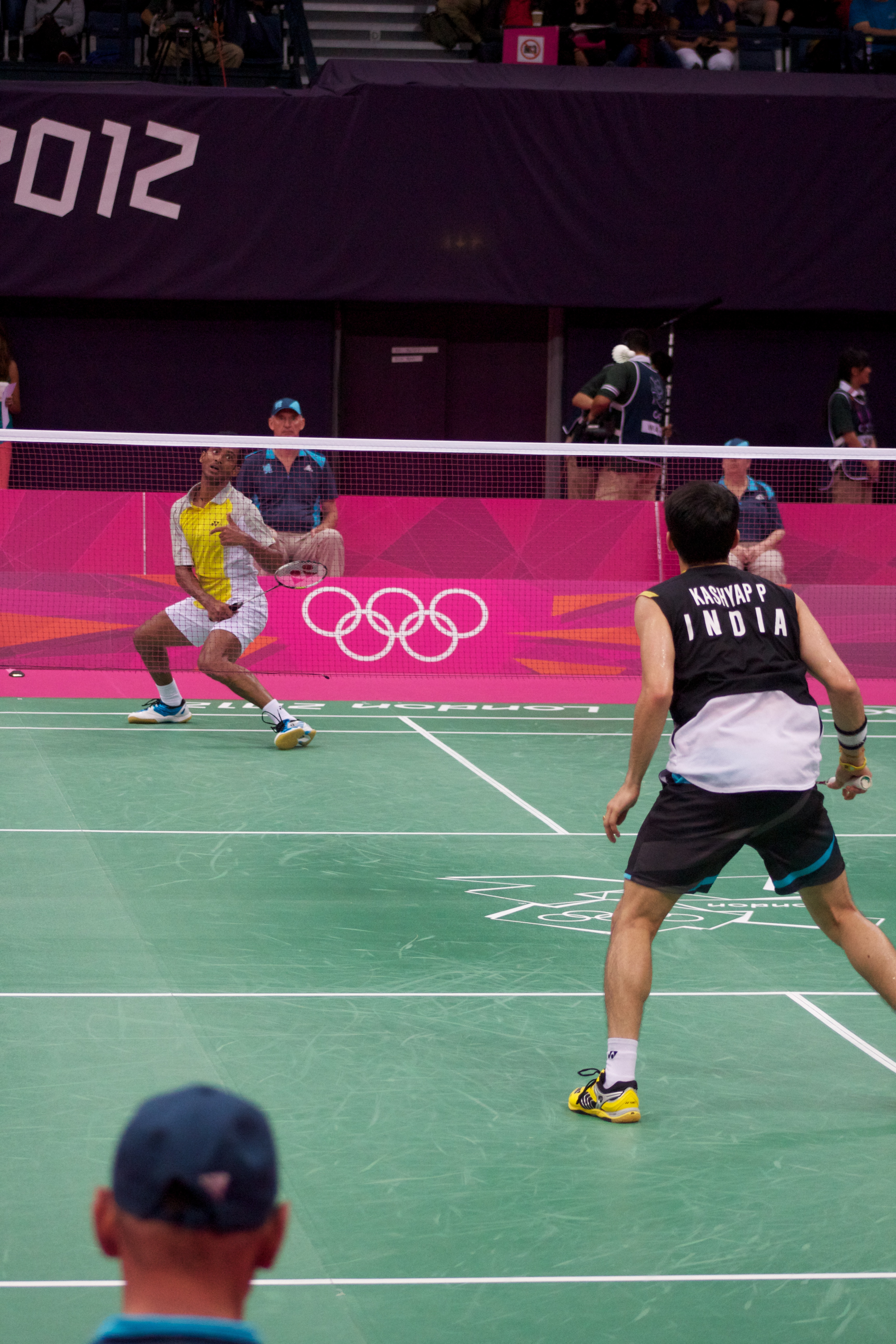
Partida entre o indiano Parupalli Kashyap (preto) e o cingalês Niluka Karunaratne nas oitavas-de-final.

As competições de simples masculino do badminton nos Jogos Olímpicos de Verão de 2012 foram disputadas entre os dias 28 de julho e 5 de agosto na Arena Wembley. O sorteio foi realizado em 23 de julho.

## Formato da competição
Os 40 atletas foram divididos em 16 grupos, dos quais 8 grupos possuem 3 atletas e 8 grupos possuem apenas 2 atletas. Os atletas se enfrentaram uma única vez dentro de seus grupos. O campeão de cada grupo avança a fase eliminatória.

## Cabeças-de-chave
| 1. MAS Lee Chong Wei 2. CHN Lin Dan 3. CHN Chen Long 4. CHN Chen Jin 5. DEN Peter Gade 6. JPN Sho Sasaki 7. KOR Lee Hyun-il 8. JPN Kenichi Tago | 1. INA Simon Santoso 2. VIE Nguyen Tien Minh 3. INA Taufik Hidayat 4. DEN Jan Ø. Jørgensen 5. KOR Shon Wan-ho 6. GER Marc Zwiebler 7. GBR Rajiv Ouseph 8. HKG Wong Wing Ki |

## Medalhistas

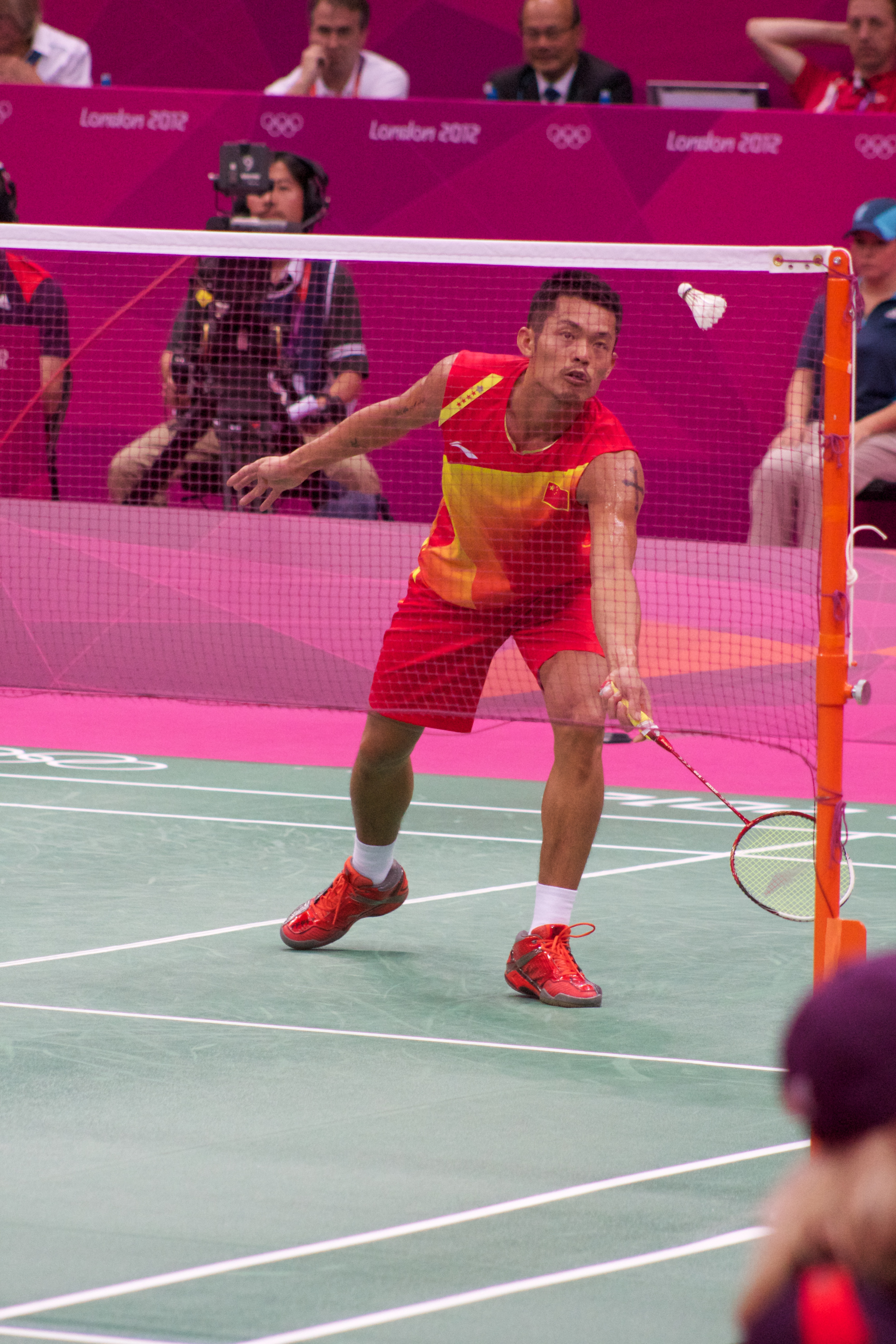
O chinês Lin Dan, medalhista de ouro.

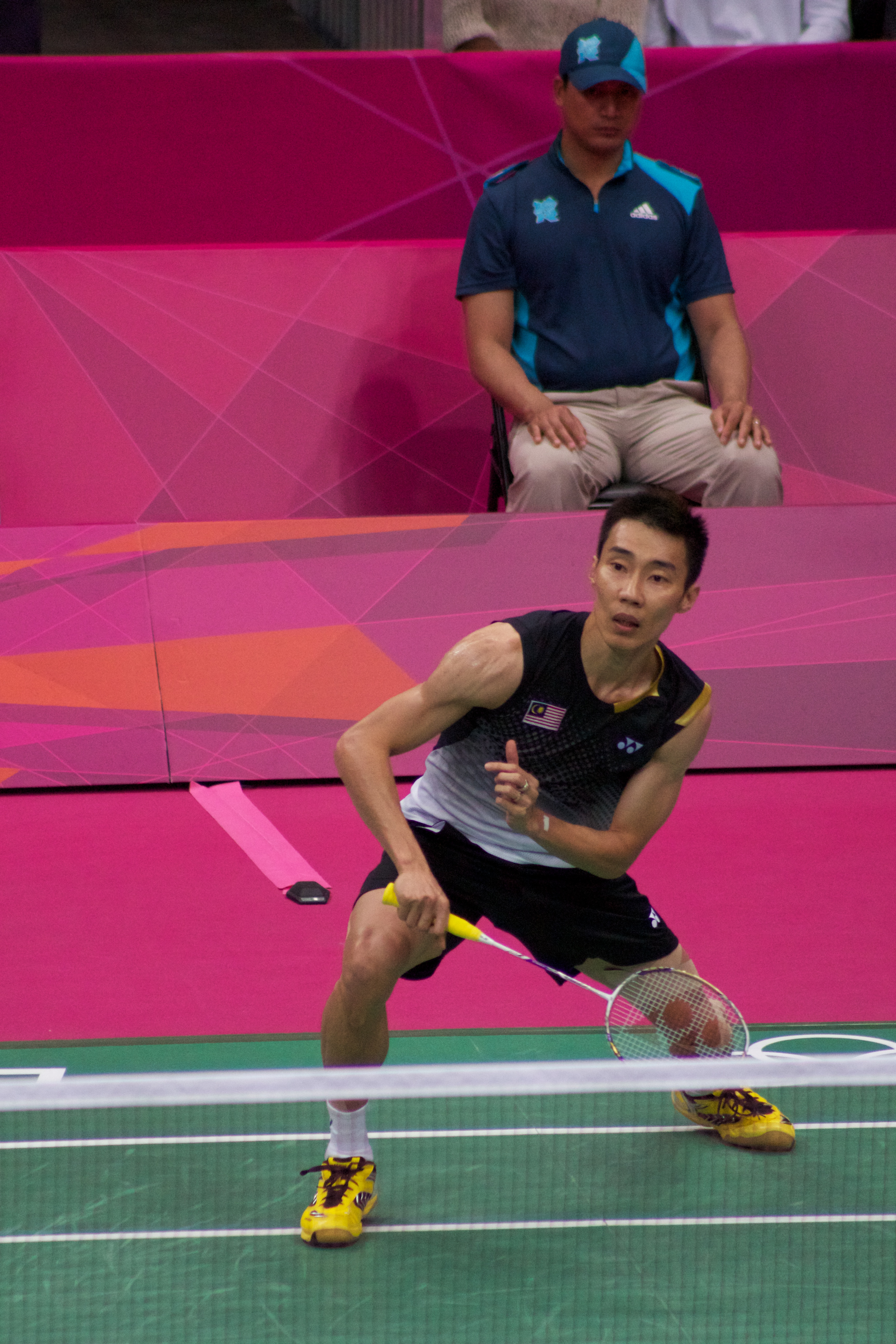
Malaio Lee Chong Wei conquistou a medalha de prata.

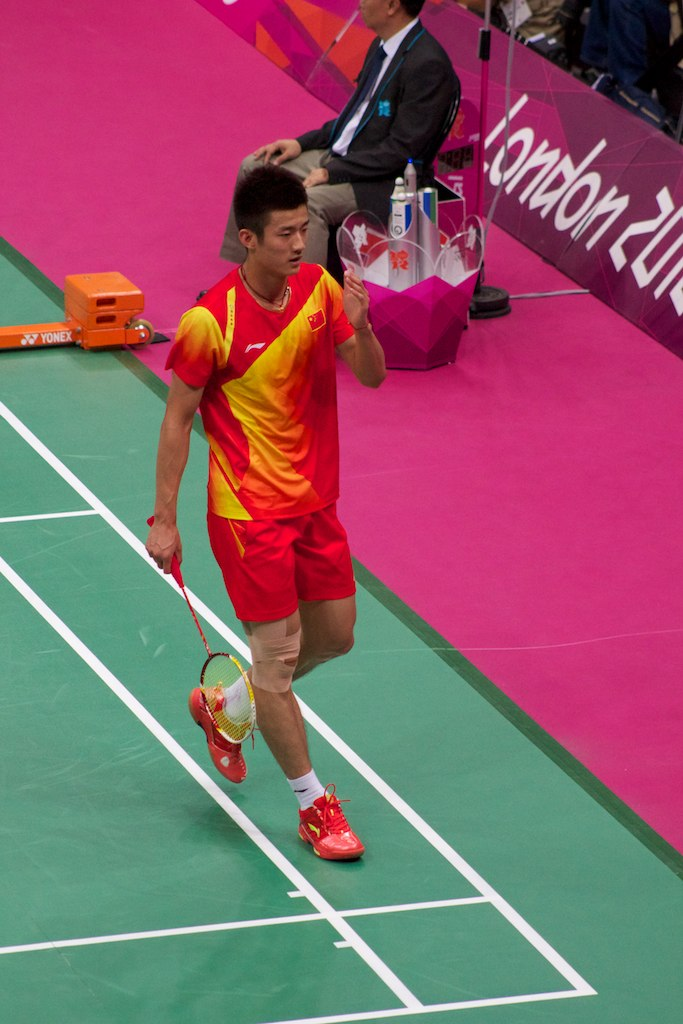
Chen Long, da China, ficou com a medalha de bronze.

| Ouro   | CHN Lin Dan       |
| Prata  | MAS Lee Chong Wei |
| Bronze | CHN Chen Long     |

## Resultados

### Fase de grupos

#### Grupo A
| Nome              | J | V | D | SG | SP | Pts |
| ----------------- | - | - | - | -- | -- | --- |
| MAS Lee Chong Wei | 1 | 1 | 0 | 2  | 1  | 1   |
| FIN Ville Lång    | 1 | 0 | 1 | 1  | 2  | 0   |

| 30 de julho, 20:15 | 30 de julho, 20:15 | 30 de julho, 20:15 |
| ------------------ | ------------------ | ------------------ |
| MAS Lee Chong Wei  | 21–8 14–21 –11     | FIN Ville Lång     |

#### Grupo B
| Nome                    | J | V | D | SG | SP | Pts |
| ----------------------- | - | - | - | -- | -- | --- |
| INA Simon Santoso       | 2 | 2 | 0 | 4  | 0  | 2   |
| EST Raul Must           | 2 | 1 | 1 | 2  | 2  | 1   |
| AUT Michael Lahnsteiner | 2 | 0 | 2 | 0  | 4  | 0   |

| 28 de julho, 20:19      | 28 de julho, 20:19 | 28 de julho, 20:19      |
| ----------------------- | ------------------ | ----------------------- |
| AUT Michael Lahnsteiner | 14–21 18–21        | EST Raul Must           |
| 29 de julho, 13:07      |                    |                         |
| INA Simon Santoso       | 21–12 21–8         | EST Raul Must           |
| 31 de julho, 13:07      |                    |                         |
| INA Simon Santoso       | 21–11 21–7         | AUT Michael Lahnsteiner |

#### Grupo C
| Nome                   | J | V | D | SG | SP | Pts |
| ---------------------- | - | - | - | -- | -- | --- |
| SRI Niluka Karunaratne | 1 | 1 | 0 | 2  | 0  | 1   |
| JPN Kenichi Tago       | 1 | 0 | 1 | 0  | 2  | 0   |

| 30 de julho, 09:07 | 30 de julho, 09:07 | 30 de julho, 09:07     |
| ------------------ | ------------------ | ---------------------- |
| JPN Kenichi Tago   | 18–21 16–21        | SRI Niluka Karunaratne |

#### Grupo D
| Nome                  | J | V | D | SG | SP | Pts |
| --------------------- | - | - | - | -- | -- | --- |
| IND Parupalli Kashyap | 2 | 2 | 0 | 4  | 0  | 2   |
| VIE Nguyễn Tiến Minh  | 2 | 1 | 1 | 2  | 3  | 1   |
| BEL Yuhan Tan         | 2 | 0 | 2 | 1  | 4  | 0   |

| 28 de julho, 09:42    | 28 de julho, 09:42 | 28 de julho, 09:42    |
| --------------------- | ------------------ | --------------------- |
| IND Parupalli Kashyap | 21–14 21–12        | BEL Yuhan Tan         |
| 29 de julho, 19:07    |                    |                       |
| VIE Nguyễn Tiến Minh  | 17–21 –14 21–10    | BEL Yuhan Tan         |
| 31 de julho, 08:30    |                    |                       |
| VIE Nguyễn Tiến Minh  | 9–21 14–21         | IND Parupalli Kashyap |

#### Grupo E
| Nome                | J | V | D | SG | SP | Pts |
| ------------------- | - | - | - | -- | -- | --- |
| CHN Chen Long       | 1 | 1 | 0 | 2  | 0  | 1   |
| THA Boonsak Ponsana | 1 | 0 | 1 | 0  | 2  | 0   |

| 29 de julho, 13:40 | 29 de julho, 13:40 | 29 de julho, 13:40  |
| ------------------ | ------------------ | ------------------- |
| CHN Chen Long      | 21–12 21–17        | THA Boonsak Ponsana |

#### Grupo F
| Nome               | J | V | D | SG | SP | Pts |
| ------------------ | - | - | - | -- | -- | --- |
| HKG Wong Wing Ki   | 2 | 2 | 0 | 4  | 0  | 2   |
| FRA Brice Leverdez | 2 | 1 | 1 | 2  | 2  | 1   |
| UGA Edwin Ekiring  | 2 | 0 | 2 | 0  | 4  | 0   |

| 28 de julho, 19:44 | 28 de julho, 19:44 | 28 de julho, 19:44 |
| ------------------ | ------------------ | ------------------ |
| FRA Brice Leverdez | 21–12 21–11        | UGA Edwin Ekiring  |
| 30 de julho, 08:30 |                    |                    |
| HKG Wong Wing Ki   | 21–10 21–8         | UGA Edwin Ekiring  |
| 31 de julho, 20:50 |                    |                    |
| HKG Wong Wing Ki   | 21–11 21–16        | FRA Brice Leverdez |

#### Grupo G
| Nome              | J | V | D | SG | SP | Pts |
| ----------------- | - | - | - | -- | -- | --- |
| DEN Peter Gade    | 1 | 1 | 0 | 2  | 0  | 1   |
| POR Pedro Martins | 1 | 0 | 1 | 0  | 2  | 0   |

| 30 de julho, 19:44 | 30 de julho, 19:44 | 30 de julho, 19:44 |
| ------------------ | ------------------ | ------------------ |
| DEN Peter Gade     | 21–14 21–8         | POR Pedro Martins  |

#### Grupo H
| Nome                | J | V | D | SG | SP | Pts |
| ------------------- | - | - | - | -- | -- | --- |
| KOR Shon Wan-ho     | 2 | 2 | 0 | 4  | 0  | 2   |
| RUS Vladimir Ivanov | 2 | 1 | 1 | 2  | 2  | 1   |
| TPE Hsu Jen-hao     | 2 | 0 | 2 | 0  | 4  | 0   |

| 28 de julho, 13:40 | 28 de julho, 13:40 | 28 de julho, 13:40  |
| ------------------ | ------------------ | ------------------- |
| KOR Shon Wan-ho    | 21–15 21–19        | RUS Vladimir Ivanov |
| 30 de julho, 13:07 |                    |                     |
| TPE Hsu Jen-hao    | 15–21 13–21        | RUS Vladimir Ivanov |
| 31 de julho, 13:44 |                    |                     |
| KOR Shon Wan-ho    | 21–14 21–10        | TPE Hsu Jen-hao     |

#### Grupo I
| Nome                 | J | V | D | SG | SP | Pts |
| -------------------- | - | - | - | -- | -- | --- |
| DEN Jan Ø. Jørgensen | 2 | 2 | 0 | 4  | 0  | 2   |
| SIN Derek Wong       | 2 | 1 | 1 | 2  | 2  | 1   |
| ISR Misha Zilberman  | 2 | 0 | 2 | 0  | 4  | 0   |

| 28 de julho, 20:54   | 28 de julho, 20:54 | 28 de julho, 20:54  |
| -------------------- | ------------------ | ------------------- |
| DEN Jan Ø. Jørgensen | 21–13 21–12        | ISR Misha Zilberman |
| 29 de julho, 13:44   |                    |                     |
| SIN Derek Wong       | 21–9 21–15         | ISR Misha Zilberman |
| 31 de julho, 19:09   |                    |                     |
| DEN Jan Ø. Jørgensen | 21–17 21–14        | SIN Derek Wong      |

#### Grupo J
| Nome                | J | V | D | SG | SP | Pts |
| ------------------- | - | - | - | -- | -- | --- |
| KOR Lee Hyun-il     | 1 | 1 | 0 | 2  | 0  | 1   |
| PER Rodrigo Pacheco | 1 | 0 | 1 | 0  | 2  | 0   |

| 29 de julho, 09:05 | 29 de julho, 09:05 | 29 de julho, 09:05  |
| ------------------ | ------------------ | ------------------- |
| KOR Lee Hyun-il    | 21–12 21–7         | PER Rodrigo Pacheco |

#### Grupo K
| Nome                      | J | V | D | SG | SP | Pts |
| ------------------------- | - | - | - | -- | -- | --- |
| GER Marc Zwiebler         | 2 | 2 | 0 | 4  | 1  | 2   |
| UKR Dmytro Zavadsky       | 2 | 1 | 1 | 3  | 2  | 1   |
| MDV Mohamed Ajfan Rasheed | 2 | 0 | 2 | 0  | 4  | 0   |

| 28 de julho, 09:09  | 28 de julho, 09:09 | 28 de julho, 09:09        |
| ------------------- | ------------------ | ------------------------- |
| GER Marc Zwiebler   | 21–9 21–6          | MDV Mohamed Ajfan Rasheed |
| 30 de julho, 13:44  |                    |                           |
| UKR Dmytro Zavadsky | 21–8 21–8          | MDV Mohamed Ajfan Rasheed |
| 31 de julho, 19:44  |                    |                           |
| GER Marc Zwiebler   | 17–21 –10 21–16    | UKR Dmytro Zavadsky       |

#### Grupo L
| Nome                 | J | V | D | SG | SP | Pts |
| -------------------- | - | - | - | -- | -- | --- |
| CHN Chen Jin         | 1 | 1 | 0 | 2  | 0  | 1   |
| POL Przemysław Wacha | 1 | 0 | 1 | 0  | 2  | 0   |

| 30 de julho, 20:50 | 30 de julho, 20:50 | 30 de julho, 20:50   |
| ------------------ | ------------------ | -------------------- |
| CHN Chen Jin       | 21–15 21–8         | POL Przemysław Wacha |

#### Grupo M
| Nome                 | J | V | D | SG | SP | Pts |
| -------------------- | - | - | - | -- | -- | --- |
| GUA Kevin Cordón     | 2 | 2 | 0 | 4  | 2  | 2   |
| GBR Rajiv Ouseph     | 2 | 1 | 1 | 3  | 3  | 1   |
| SWE Henri Hurskainen | 2 | 0 | 2 | 2  | 4  | 0   |

| 28 de julho, 13:42 | 28 de julho, 13:42 | 28 de julho, 13:42   |
| ------------------ | ------------------ | -------------------- |
| GUA Kevin Cordón   | 15–21 –12 21–14    | SWE Henri Hurskainen |
| 29 de julho, 20:15 |                    |                      |
| GBR Rajiv Ouseph   | 22–20 17–21 –15    | SWE Henri Hurskainen |
| 31 de julho, 13:40 |                    |                      |
| GBR Rajiv Ouseph   | 21–12 17–21 19–21  | GUA Kevin Cordón     |

#### Grupo N
| Nome                  | J | V | D | SG | SP | Pts |
| --------------------- | - | - | - | -- | -- | --- |
| JPN Sho Sasaki        | 1 | 1 | 0 | 2  | 0  | 1   |
| SUR Virgil Soeroredjo | 1 | 0 | 1 | 0  | 2  | 0   |

| 29 de julho, 08:30 | 29 de julho, 08:30 | 29 de julho, 08:30    |
| ------------------ | ------------------ | --------------------- |
| JPN Sho Sasaki     | 21–12 21–7         | SUR Virgil Soeroredjo |

#### Grupo O
| Nome               | J | V | D | SG | SP | Pts |
| ------------------ | - | - | - | -- | -- | --- |
| INA Taufik Hidayat | 2 | 2 | 0 | 4  | 0  | 2   |
| ESP Pablo Abián    | 2 | 1 | 1 | 2  | 3  | 1   |
| CZE Petr Koukal    | 2 | 0 | 2 | 1  | 4  | 0   |

| 28 de julho, 13:44 | 28 de julho, 13:44 | 28 de julho, 13:44 |
| ------------------ | ------------------ | ------------------ |
| INA Taufik Hidayat | 21–8 21–8          | CZE Petr Koukal    |
| 29 de julho, 20:54 |                    |                    |
| ESP Pablo Abián    | 21–17 16–21 –16    | CZE Petr Koukal    |
| 31 de julho, 09:05 |                    |                    |
| INA Taufik Hidayat | 22–20 21–11        | ESP Pablo Abián    |

#### Grupo P
| Nome            | J | V | D | SG | SP | Pts |
| --------------- | - | - | - | -- | -- | --- |
| CHN Lin Dan     | 1 | 1 | 0 | 2  | 0  | 1   |
| IRL Scott Evans | 1 | 0 | 1 | 0  | 2  | 0   |

| 30 de julho, 14:15 | 30 de julho, 14:15 | 30 de julho, 14:15 |
| ------------------ | ------------------ | ------------------ |
| CHN Lin Dan        | 21–8 21–14         | IRL Scott Evans    |

### Fase final
| Oitavas-de-final | Oitavas-de-final       | Oitavas-de-final | Oitavas-de-final | Oitavas-de-final |  |    | Quartas-de-final      | Quartas-de-final  | Quartas-de-final | Quartas-de-final | Quartas-de-final |  |  | Semifinal | Semifinal         | Semifinal | Semifinal | Semifinal |  |                     | Final               | Final               | Final               | Final               | Final |
|                  |                        |                  |                  |                  |  |    |                       |                   |                  |                  |                  |  |  |           |                   |           |           |           |  |                     |                     |                     |                     |                     |       |
| A1               | MAS Lee Chong Wei      | 21               | 21               |                  |  |    |                       |                   |                  |                  |                  |  |  |           |                   |           |           |           |  |                     |                     |                     |                     |                     |       |
| B1               | INA Simon Santoso      | 12               | 8                |                  |  |    | A1                    | MAS Lee Chong Wei | 21               | 21               |                  |  |  |           |                   |           |           |           |  |                     |                     |                     |                     |                     |       |
| C1               | SRI Niluka Karunaratne | 14               | 21               | 9                |  | D1 | IND Parupalli Kashyap | 19                | 11               |                  |                  |  |  |           |                   |           |           |           |  |                     |                     |                     |                     |                     |       |
| D1               | IND Parupalli Kashyap  | 21               | 15               | 21               |  |    |                       |                   |                  |                  |                  |  |  | A1        | MAS Lee Chong Wei | 21        | 21        |           |  |                     |                     |                     |                     |                     |       |
| E1               | CHN Chen Long          | 21               | 21               |                  |  |    |                       |                   |                  |                  |                  |  |  | E1        | CHN Chen Long     | 13        | 14        |           |  |                     |                     |                     |                     |                     |       |
| F1               | HKG Wong Wing Ki       | 17               | 17               |                  |  |    | E1                    | CHN Chen Long     | 21               | 21               |                  |  |  |           |                   |           |           |           |  |                     |                     |                     |                     |                     |       |
| G1               | DEN Peter Gade         | 21               | 21               |                  |  | G1 | DEN Peter Gade        | 16                | 13               |                  |                  |  |  |           |                   |           |           |           |  |                     |                     |                     |                     |                     |       |
| H1               | KOR Shon Wan-ho        | 9                | 16               |                  |  |    |                       |                   |                  |                  |                  |  |  |           |                   |           |           |           |  |                     | A1                  | MAS Lee Chong Wei   | 21                  | 10                  | 19    |
| I1               | DEN Jan Ø. Jørgensen   | 17               | 13               |                  |  |    |                       |                   |                  |                  |                  |  |  |           |                   |           |           |           |  |                     | P1                  | CHN Lin Dan         | 15                  | 21                  | 21    |
| J1               | KOR Lee Hyun-il        | 21               | 21               |                  |  |    | J1                    | KOR Lee Hyun-il   | 21               | 21               |                  |  |  |           |                   |           |           |           |  |                     |                     |                     |                     |                     |       |
| K1               | GER Marc Zwiebler      | 21               | 12               | 9                |  | L1 | CHN Chen Jin          | 15                | 16               |                  |                  |  |  |           |                   |           |           |           |  |                     |                     |                     |                     |                     |       |
| L1               | CHN Chen Jin           | 19               | 21               | 21               |  |    |                       |                   |                  |                  |                  |  |  | J1        | KOR Lee Hyun-il   | 12        | 10        |           |  |                     |                     |                     |                     |                     |       |
| M1               | GUA Kevin Cordón       | 21               | 10               |                  |  |    |                       |                   |                  |                  |                  |  |  | P1        | CHN Lin Dan       | 21        | 21        |           |  |                     |                     |                     |                     |                     |       |
| N1               | JPN Sho Sasaki         | 23               | 21               |                  |  |    | N1                    | JPN Sho Sasaki    | 12               | 21               | 16               |  |  |           |                   |           |           |           |  | Disputa pelo bronze | Disputa pelo bronze | Disputa pelo bronze | Disputa pelo bronze | Disputa pelo bronze |       |
| O1               | INA Taufik Hidayat     | 9                | 12               |                  |  | P1 | CHN Lin Dan           | 21                | 16               | 21               |                  |  |  |           |                   |           |           |           |  | E1                  | CHN Chen Long       | 21                  | 15                  | 21                  |       |
| P1               | CHN Lin Dan            | 21               | 21               |                  |  |    |                       |                   |                  |                  |                  |  |  |           |                   |           |           |           |  |                     | J1                  | KOR Lee Hyun-il     | 12                  | 21                  | 15    |